# 1699 en littérature
| Années de la littérature : 1696 - 1697 - 1698 - 1699 - 1700 - 1701 - 1702    |
| Décennies de la littérature : 1660 - 1670 - 1680 - 1690 - 1700 - 1710 - 1720 |

Cet article présente les faits marquants de l'année 1699 en littérature.

## Événements
- 27 janvier : mort de William Temple ; Jonathan Swift se charge de publier une édition complète de ses œuvres[1].
- 8 mars : première réunion à Londres de la Society for Promoting Christian Knowledge  ( « Société pour répandre la doctrine chrétienne »)[2].

## Parutions
- 10 février : achevé d’imprimer du livre de Madame d'Aulnoy, Recueil de contes galans, vol. 1, Paris, Médard, 1699[3].
- 6 avril : privilège accordé au roman de Fénelon, Suite du quatrième livre de l'Odyssée d'Homère : ou les Avantures de Télémaque, fils d'Ulysse, Paris, Veuve de Claude Barbin, 1699 (présentation en ligne), publié à l’insu de l’auteur. Le roi y voit une critique de l’absolutisme et Fénelon doit s’exiler à Cambrai[4].

- Madame de Maintenon, L’Esprit de l’Institut des filles de Saint Louis, Paris, Jean Anisson, 1699 (présentation en ligne).
- Les poésies d’Anacréon et de Sapho, traduites de grec en français, avec des remarques par Madame Dacier : Nouvelle édition augmentée des Notes latines de Mr. Le Fevre, Amsterdam, Paul Marret, 1699 (présentation en ligne).

- Madame Dacier publie à Paris une traduction de l’Iliade[5].

## Décès
- 21 avril : Jean Racine, dramaturge français (° 22 décembre 1639).